# Jan Guillou
Jan Oscar (pe numele său întreg Sverre Lucien Henri Guillou, n. 17 ianuarie 1944, Södertälje, comitatul Stockholm, Suedia), este un jurnalist, romancier și dramaturg suedez, care s-a născut în 1944 la Södertälje, oraș aflat la sud de Stockholm.
Mama sa provenea dintr-o familie norvegiană prosperă, iar tatăl era fiul unui intendent la Ambasada franceză din Suedia. După studii de drept întrerupte, Guillou a intrat în domeniul jurnalisticii.
Prima victorie personală în acest domeniu a fost lansarea unui reportaj despre internatul Solbacka și scandalosul sistem de sancțiuni ce se practicau acolo în numele „educației camaraderești“.
La scurt timp după publicare reportajului, internatul a fost desființat. Dupa ce a dezvăluit activitatea unei organizații de spionaj ilegale (IB), Guillou a fost condamnat la zece luni de închisoare pentru „spionaj“ împreună cu doi colegi (1973-1974).

## Opera sa
Ca romancier, Guillou a debutat în 1971 cu Om kriget kommer („Dacă vine războiul”). Romanul autobiografic Ondskan („Răul”), publicat în 1981, a avut un succes crescând. Cartea a fost citită de peste două milioane de suedezi, a fost adaptată pentru scenă și ecranizată în 2004, primind chiar o nominalizare pentru Premiul Oscar la categoria „cel mai bun film străin“.
Pe la mijlocul anilor '70, Guillou și-a început seria de romane polițiste al căror erou, contele C.G. Hamilton, alias agentul Coq Rouge, a ajuns să se bucure de o faimă internațională, între 1998 și 2000, Guillou a publicat o trilogie despre Cruciade: Vägen till Jerusalem („Drumul spre Ierusalim”), Tempelriddaren („Cavalerul Ordinului Templului”) și Riket vid vägens slut („Regatul la capăt de drum”).
Aceasta „saga istorică“ a continuat cu Arvet efter Arn („Moștenirea lăsată de Arn”) (2001), o parte independentă a trilogiei. În anul 2004 a apărut Tjuvarnas marknad („Piața hoților”), pe tema delincvenței economice din Suedia.
1. ↑  Jan Guillou, Filmportal.de, accesat în 9 octombrie 2017
2. ↑  „Jan Guillou”, Gemeinsame Normdatei, accesat în 13 decembrie 2014
3. ↑  Autoritatea BnF, accesat în 10 octombrie 2015
4. ↑  CONOR.SI[*] Verificați valoarea |titlelink= (ajutor)
5. ↑  Jan Guillou | Leninpriset (în suedeză), accesat în 3 martie 2020